# Tormenta tropical Chris (1988)
La tormenta tropical Chris fue una débil tormenta tropical que tocó tierra en Carolina del Sur de la temporada de huracanes en el Atlántico de 1988. Fue la tercera tormenta de la temporada, Chris fue una de las cinco tormentas del Atlántico de ese año en tocar tierra en la costa de los Estados Unidos. Chris se formó como una depresión tropical en el centro del océano Atlántico el 21 de agosto y no alcanzó fuerza de tormenta tropical sino hasta 28 de agosto. Chris alcanzó su intensidad máxima de 80 km/h y una presión mínima de 1006 hPa  antes de debilitarse y azotar a Georgia.
Chris dejó lluvias moderadas a través de su trayectoria, y sus vientos fueron mínimos. Las precipitaciones mataron a tres personas en Puerto Rico y un tornado mató a una en Carolina del Sur.

## Historia meteorológica

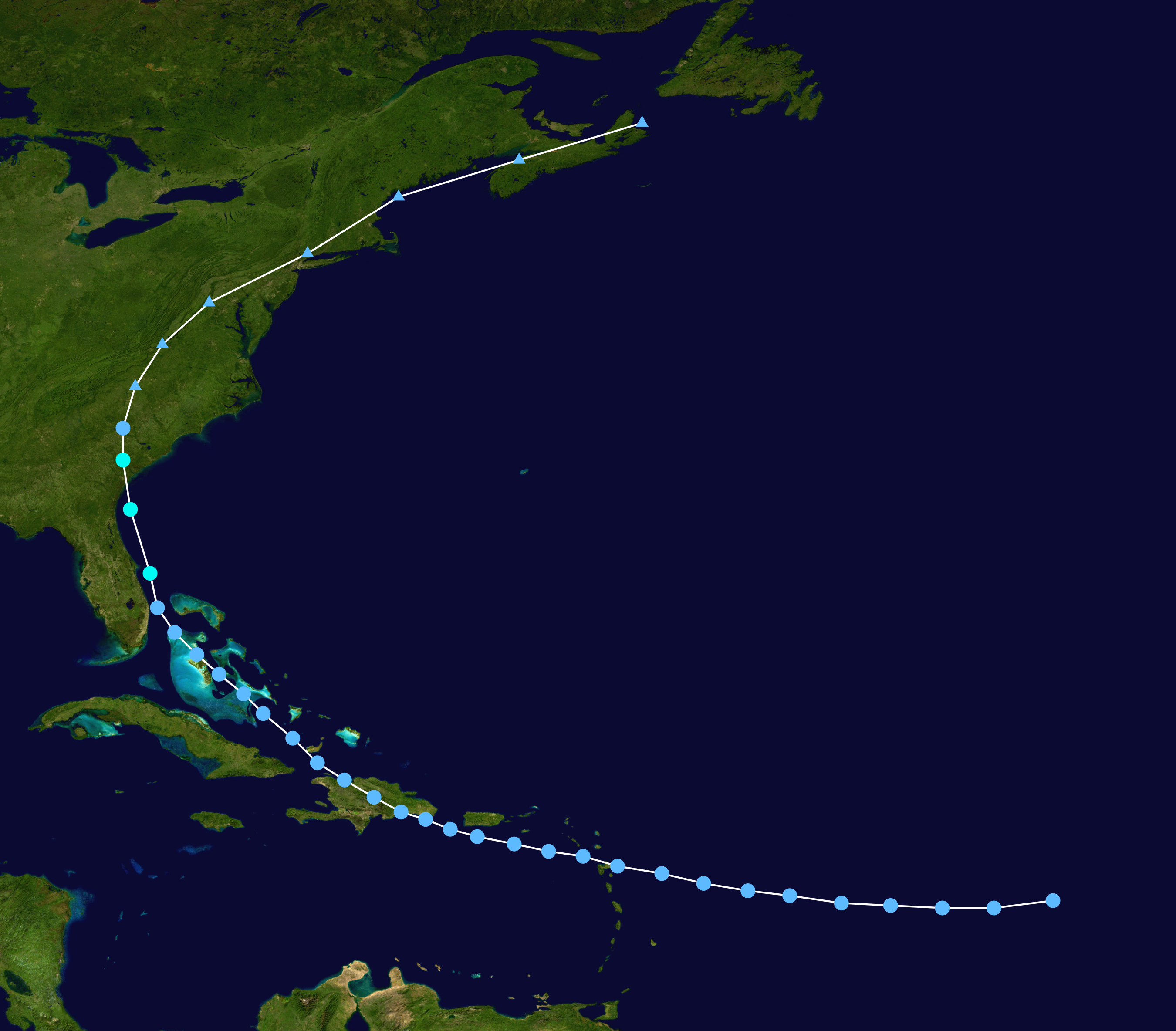
Trayectoria de la Tormenta tropical Chris, perteneciente a la temporada de huracanes en el Atlántico de 1988, siguiendo los colores de la Escala de huracanes de Saffir-Simpson.